# Steve Ballmer
Steven Anthony Ballmer (Detroit, Michigan, 1956. március 24. –) amerikai üzletember, a Microsoft cég vezetője 2000 januárjától 2013 augusztusáig.
Steve Ballmer a második személy Roberto Goizueta – a Coca-Cola igazgatója – után, aki úgy lett milliárdos az Egyesült Államokban, hogy alkalmazottként részvényopciókat kapott vállalatától, melyet nem ő alapított, vagy nem rokona az alapítónak. 2013-ban 18 milliárd dolláros vagyona volt, amivel a világ 51. leggazdagabb embere volt és 21. az Egyesült Államokban.

## Családi háttér
Édesapja, Frederick Ballmer, 23 évesen emigrált az Amerikai Egyesült Államokba Hans Friedrich Balmer néven. Frederick Ballmer a Ford Motor cégnek dolgozott.
1990-ben Steve Ballmer feleségül vette Connie Snydert. Két fiuk született.

## Karrier
Ballmert svájci származású édesapja és zsidó-amerikai származású édesanyja nevelte fel Michigan Farmington Hills városában. 1977-ben diplomát szerzett a Harvard Egyetemen matematikából és közgazdaságtanból. Egyetemi évei alatt a Harvard Crimson újságban publikált cikkeket, szabadidejében focizott. Két évet dolgozott a Procter & Gamble cégnek, ahol Jeffrey R. Immelt volt a munkatársa, aki jelenleg a General Electric cég vezérigazgatója. A Microsoftnál 1980. június 11-től dolgozik.
2013 augusztusában bejelentette lemondását a Microsoft éléről.

## Magyarországi látogatása
2008. május 19-én Magyarországon is járt, Budapestre látogatott, ahol a Budapesti Corvinus Egyetemtől átvehette a díszpolgári címet, és előadást tartott. Ballmert beszéde elején egy férfi a nézők közül megszólította és kritizálni kezdte a Microsoft és a magyar kormány között a napokban kötött megállapodást. Ezután tojásokat dobott a vezérigazgató felé.